# Gare Montréal-Ouest
Cet article concerne la gare. Pour la ville de Montréal-Ouest, voir Montréal-Ouest. Pour les autres significations, voir Montréal (homonymie).
La gare Montréal-Ouest est une gare canadienne située à Montréal-Ouest. L'exploitant exo l'utilise pour ses lignes de train de banlieue Vaudreuil–Hudson, Saint-Jérôme et Candiac.

## Correspondances

### Autobus

#### Société de transport de Montréal[2]
| Circuit | Destinations            | Tracé | Horaires |
| ------- | ----------------------- | ----- | -------- |
| 51      | Boul. Édouard-Montpetit | Tracé | Horaires |
| 90      | Saint-Jacques           | Tracé | Horaires |
| 105     | Sherbrooke              | Tracé | Horaires |
| 123     | Dollard/Shevchenko      | Tracé | Horaires |
| 162     | Westminster             | Tracé | Horaires |
| 356     | Lachine / YUL / Sources | Tracé | Horaires |

## Histoire

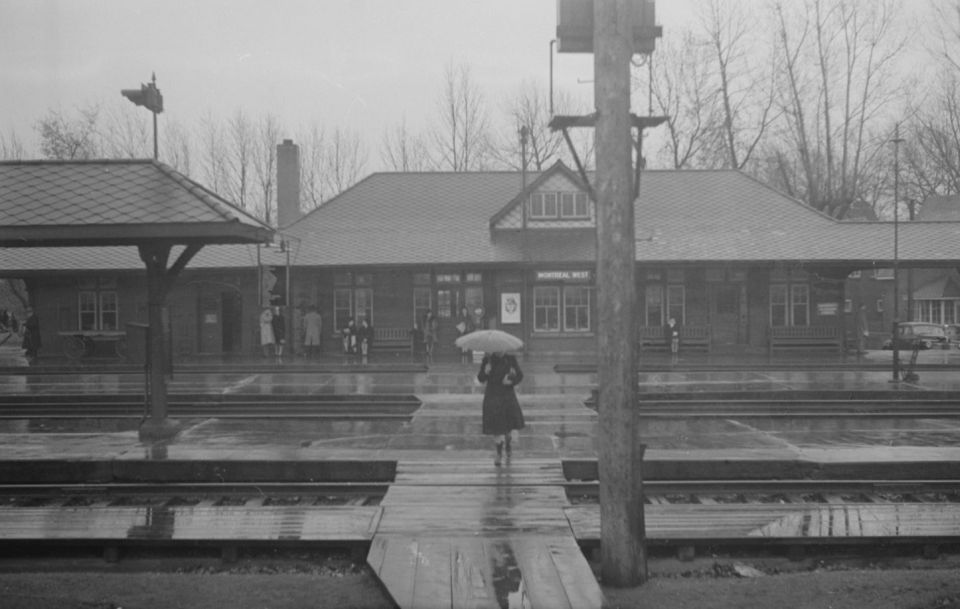
Les voies ferrées devant la gare de Montréal-Ouest en octobre 1946.

Le Canadien Pacifique arrive à Montreal Junction en 1889 (comme le village se nomme à l'époque). La nouvelle gare attire Armstrong and Cook Limited, qui établit son siège social au village en 1890. Petit à petit, une population s'établit autour de la gare avec la construction d'habitations. « Parmi les acquéreurs se trouve un syndicat d’acheteurs formé par un groupe d’employés du Canadien Pacifique qui, vers 1890, acquièrent en une seule transaction 24 lots destinés à la construction résidentielle. » En 1897, la ville de Montréal-Ouest est incorporée, comptant une cinquantaine de maisons.
La gare actuelle est construite en 1905 pour le Canadien Pacifique. Elle sert alors les trains de banlieue ; en 1959, des locomotives Pacific et Hudson du Canadien Pacifique tiraient ces trains entre Montréal-Ouest et la gare Windsor. La gare offre des pelouses bien entretenues et des jardins paysagers le long des rails.